# Guerra civil angoleña
La guerra civil angoleña (1975-2002) fue el conflicto más largo de África y uno de los más largos condicionados por el contexto de la Guerra Fría. Se libró como una escalada de la guerra de la Independencia de Angola, de 1961 a 1975, que enfrentó a varios movimientos angolanos antagonistas, y a sus aliados respectivos, pero resultó de manera inmediata del proceso de descolonización, de 1974 a 1975, que agudizó y amplificó este conflicto.
El conflicto de Angola enfrentó al gobierno del MPLA y sus aliados de Cuba y la SWAPO, que luchaba por la independencia de Namibia, contra UNITA, el FNLA, Sudáfrica y Zaire. Los primeros recibieron apoyo de asesores y material soviético y los segundos asesores y material de Estados Unidos e Israel, además de mercenarios occidentales.
La contienda comenzó por el rechazo del MPLA y del FNLA a compartir el poder, arrastrando luego a UNITA, pero se perpetuó por el apoyo internacional a cada uno de los bandos, y retomó en su segunda fase –luego de la retirada cubana– por la negativa de Jonás Savimbi a aceptar los resultados electorales de 1992. La guerra terminó solo tras la muerte de este, dejando 800 000 muertos, cuatro millones de refugiados y unos 100 000 mutilados, especialmente por las minas antipersona.

## La codiciada Angola
El territorio hoy ocupado por Angola comenzó a ser una posesión valiosa para los europeos cuando los portugueses se asentaron en sus costas para utilizarlas como bases en su circunvalación de África hacia la India y sus especias. Especialmente cuando los holandeses comenzaron a poblar su colonia comercial de El Cabo.
Aquellos asentamientos de navegantes portugueses fueron esgrimidos por Lisboa durante la Conferencia de Berlín para obtener las colonias de Angola y Mozambique más otras posesiones menores. Inicialmente la pretensión lusitana consistía en unir las dos colonias por tierra; intención nada novedosa porque lo mismo trataban de realizar Gran Bretaña con su ferrocarril de El Cairo-El Cabo, o Francia con su línea Dakar-Yibuti. Pero todas estas iniciativas lograron ser impedidas por el canciller alemán Otto von Bismarck que perseguía, como segunda meta de la Conferencia, dividir lo más posible las colonias para hacerlas más difíciles de defender. De este modo obligaría a las potencias a movilizar más soldados desde Europa, especialmente a países que después serían enemigos suyos en la llamada Gran Guerra.
Antes incluso de comenzar la Primera Guerra Mundial alemanes y británicos tenían un plan secreto para repartirse Angola y otras posesiones portuguesas y belgas sin recurrir a la fuerza. De este modo ambas naciones saldrían beneficiadas y no sería necesario llevar la Guerra al Continente y que los negros pudieran darse cuenta de que los blancos estaban tan desunidos y se mataban con la misma saña que cualquier otra raza.
Pero Portugal entró en el conflicto del lado de la Triple Entente y conservó sus posiciones en África. Al contrario que Alemania, despojada de todas tras el Tratado de Versalles. Entre ellas el África del Sudoeste Alemana ocupada por la Unión Sudafricana de forma temporal, pero que siempre intentaron que fuese permanente y a la larga una de las causas de la guerra.

### Los movimientos independentistas
Terminada la contienda europea, los conatos independentistas comenzaron a provocar rebeliones, destacan las de 1922 y 1935. Pero fue tras la Segunda Guerra Mundial cuando esos brotes anticolonialistas se organizaron para formar movimientos. Portugal durante mucho tiempo fue una metrópoli pobre necesitada de sus colonias, por lo que trató de mantenerlas dividiendo a la población y tratando de ganarse a sus élites.
- En 1956[21] se fundó el Movimiento Popular de Liberación de Angola (Movimento Popular de Libertação de Angola, MPLA) en torno a Agostinho Neto y otros líderes (Viriato da Cruz, Mário de Andrade y Lúcio Lara). Su nacionalismo se caracterizaba por tendencias izquierdistas relativamente difusas.

- En 1957 Holden Roberto dirige la Unión de Pueblos de Angola (União das Populações de Angola, UPA) que más adelante, juntamente con otro grupo anticolonial, constituyó el Frente Nacional para la Liberación de Angola (Frente Nacional de Libertação de Angola, FNLA), también nacionalista, pero sin tendencias de izquierda.

- En los dirigentes del FNLA estaba Jonas Savimbi que, en 1966, organizó un tercer movimiento, la Unión Nacional para la Independencia Total de Angola (União Nacional para a Independência Total de Angola, UNITA), con una orientación de izquierda inspirada por el Maoísmo que más tarde se declaró "anticomunista".

Además existía desde 1963 una organización de menor tamaño, el Frente para la Liberación del Enclave de Cabinda (Frente para a Libertação do Enclave de Cabinda, FLEC), organizada por habitantes de Cabinda, un enclave rico en petróleo situado en el noreste del país, entre el Congo-Kinshasa y el Congo-Brazzaville. Al contrario de los otros tres movimientos, el FLEC no luchaba por la independencia de Angola, sino que por la independencia de Cabinda, separada de Angola.
Aunque FNLA, MPLA y UNITA se calificaban como pan-angoleños, lo cierto es que basaban su apoyo en grupos étnicos específicos.
- El FNLA, tenía su principal base social entre los bakongo del noroeste de Angola, incluso entre los cientos de miles que se refugiaron en el Zaire, en el inicio de los años 1960. Su sede política se encontraba en Kinshasa y su base militar en Kinkuzu. Sus actividades de guerrilla fueran limitadas y tuvieron una cierta incidencia en la provincia de Uíge, en Cabinda y en un área del norte de la provincia de Moxico.
- El MPLA se reclutaba, esencialmente entre los ambundus y entre la población mestiza (de ascendencia portuguesa y africana) de Luanda, de Benguela y de otras ciudades, incluyendo también un cierto número de jóvenes intelectuales blancos. A partir de sedes en Brazzaville y Argel, operaba en Cabinda, en la zona situada al norte de Luanda (provincia de Cuanza Norte), y en el extremo este, en la zona de la provincia de Moxico.
- La UNITA, basada principalmente en los ovimbundus, no tuvo su sede en el exterior, sino en la provincia de la Luanda, en el noreste de Angola, desarrollando actividades de guerrilla también las provincias de Moxico y Cuando Cubango, y una movilización política clandestina en las provincias de Bié y del Huambo.

### La guerra de la Independencia
En febrero de 1961 el MPLA ataca la prisión de Luanda.Ese día se considera el comienzo de la guerra que independizaría el país.
En marzo la UPA se levanta en el norte del país y mata a 6.000 angoleños pro-lusitanos y a 2.000 portugueses civiles, en su mayoría mujeres y niños.
Lisboa reacciona enviando un contingente de 60.000 soldados para sofocar la rebelión de su productiva colonia. Lo que lograron rápidamente con un baño de sangre exagerado, en esta reacción y en estas revueltas estaba el germen de las luchas por la independencia que comenzarían pronto en la Guinea Portuguesa y Mozambique; pero también está el origen de la guerra civil.
Con la Guerra Fría en un momento de pugna, cada uno los movimientos independentistas buscaron sus aliados:
- El MPLA encontró apoyo en el antiguo Bloque del Este y Países No Alineados. Posteriormente también de la Organización para la Unidad Africana.
- El FNLA (antigua UPA) obtuvo recursos de Estados Unidos, Europa Occidental, Zaire, y Zambia.

Desde sus bases en el Congo-Brazzaville, la primera, y en la zona de Congo-Kinshasa la segunda, lanzan ofensivas y obligaron a la metrópoli a enviar miles de soldados y realizar una gasto sangrante para la dictadura lusitana.
En 1966 hace su aparición el tercer protagonista del futuro conflicto: UNITA o Unión Nacional para la Independencia Total de Angola, creada por Savimbi tras abandonar el FNLA. El grupo armado sería uno de los protagonistas de una de las guerras más largas y sanguinarias de la historia africana.

## Fuerzas en conflicto
A lo largo de las casi tres décadas de conflicto las fuerzas de los diversos contendientes experimentaron grandes modificaciones, en la siguiente tabla se muestra el número de combatientes que poseía cada bando con su respectivas fechas.
| Contendientes                                 | Fuerzas (1975)                | Fuerzas (1976-1992)                                                                                                | Fuerzas (1993-2003)                                                                                       |
| --------------------------------------------- | ----------------------------- | --- | --- |
| MPLA y aliados                                |                               | | |
| Angola (MPLA) - FAPLA - FAA - Paramilitares   | FAPLA: 27.000 (1975)          | FAPLA: 70.000 (1987) 80.000 (1988) FAA: 50.000 (1991)                                                              | FAA: 130.500 (2001) 80.000 -100.000 (2002) (30.000 en Cabinda) Paramilitares: 15.000 (2001) 10.000 (2002) |
| Cuba - FAR (Operación Carlota)                | 2000-3000 (1975)              | 28.000 (1978) 20.000-30.000 (1980) 35.000-37.000 (1982) 30.000 (1986) 40.000 (1987) 55.000 (1987-88) 60.000 (1988) | |
| Brasil - FAB                                  | Clasificado                   | Clasificado | Clasificado                                                                                               |
| SWAPO - PLAN                                  |                               | 500-1.500 (1976) 1.500-8.500 (1978) 7000-14.000 (1980) 8.000 (1984) 9.000 (1987)                                   | |
| Asesores militares - Alemania Oriental - URSS |                               | 2000 (1985) 950 (1985)                                                                                             | |
| Katanga - FNLC                                | 3000 (1975)                   | 5.000-7000 (1977) 5.000 (1978)                                                                                     | 5.000 (2001)                                                                                              |
| ANC - MK                                      |                               | 10.000 (1986) 10.000 (1987) (250 en Angola)                                                                        | |
| UNITA y aliados                               |                               | | |
| UNITA - FALA                                  | 8.000-10.000 (1975)           | 60.000 (1984) 35.000-65.000 (1987) 60.000 (1988) 50.000 (1990)                                                     | 40.000 (1993) 2000-15.000 (1995) 25.000-30.000 (1997) 5.000 (2002)                                        |
| SADF                                          | En Angola: 4.000-5.000 (1975) | En Angola: 20.000 (1976) 40.000 (1977) 1.500-2000 (1980) 9.000 (1987-88) En Namibia: 20.000-25.000 (1980)          | |
| FLEC                                          | 3000 (1975)                   | 7000 (1984) | 1.000-3000 (1995) 1.200 (1997) 600 (2001) 2000 (2002) 250 (2010)                                          |
| FNLA                                          | 22.000 (1975)                 | 4.000-7000 (1976)                                                                                                  | 1.200 (1997) 2000 (2002)                                                                                  |
| SWATF                                         |                               | 11.000-20.000 (1984)                                                                                               | |
| FAZ                                           | 2000-3000 (1975)              | | |

## El comienzo del conflicto
Después de la Revolución de los Claveles la dictadura portuguesa fue derrocada el 25 de abril de 1974. En aquel momento los oficiales del ejército colonial, cansados de aquella guerra, no desearon seguir con la lucha en Angola, Mozambique y Guinea Bissau, donde se había enfrascado en una lucha sin tregua. Las conversaciones abiertas del nuevo gobierno portugués con los tres movimientos principales de la guerrilla (MPLA, FNLA y la UNITA), establecieron un período de transición y el comienzo de un proceso para la implantación de un sistema democrático en Angola, (Tratado de Alvor), el 15 de enero de 1975. El MPLA contaba con el apoyo de algunos países socialistas, el FNLA tenía contactos directos con China y Zaire, finalmente la UNITA era respaldada por Zambia e Israel. Desgraciadamente la independencia no supuso para los angoleños un periodo de paz; sino la guerra más larga de su continente. Mucho antes del día previsto para la independencia [11 de noviembre de 1975], el FNLA y el MPLA desataron enfrentamientos, particularmente en la capital, Luanda, bajo control del MPLA y con el apoyo de parte del ejército colonial dominado por los comunistas.
Cada uno de los ejércitos recibió apoyo de potencias extranjeras, dando al conflicto una dimensión internacional. El MPLA simpatizante de los países del Este. China igualmente apoyó al FNLA inicialmente como parte de la lucha anticolonialista contra los portugueses. La URSS no apoyó inicialmente al MPLA y Agostinho Neto tuvo que buscar apoyo en países como Yugoslavia, Argelia y luego Cuba. A pesar de esto, Sudáfrica intervino temiendo que la victoria del MPLA significara tener un gobierno comunista junto a sus fronteras; pero también quería evitar que la guerrilla del SWAPO pudiera asentarse en Angola, desde la que podría atacar con mucha más rapidez y profundidad las posesiones de Pretoria en Namibia. Mientras el gobierno portugués mantuvo el control de la colonia, sus buenas relaciones con el gobierno racista del sur impedían las infiltraciones del SWAPO.
Así, la UNITA, recibió ayuda de Sudáfrica para ocupar la máxima cantidad de terreno fronterizo con Namibia que pudiera. Las Fuerzas de Defensa de Sudáfrica, inicialmente contaban con un poder que no podía igualar ninguna nación vecina, pero la aparición del contingente militar cubano a fines de 1975 igualó las fuerzas. Esto obligó a Pretoria a limitar sus acciones a incursiones rápidas en zonas sin tropas cubanas, contra los asentamientos de SWAPO y contra las tropas del MPLA. La invasión comenzó el 9 de agosto de 1975 y las incursiones sudafricanas pronto llegaron casi a la mitad del país sin mostrar ningún indicio de pararse allí.
El Zaire apoyó al FNLA que entró en Angola por el norte en 1974. El FNLA contó además con la ayuda de China, de mercenarios portugueses e ingleses y nuevamente de Sudáfrica.

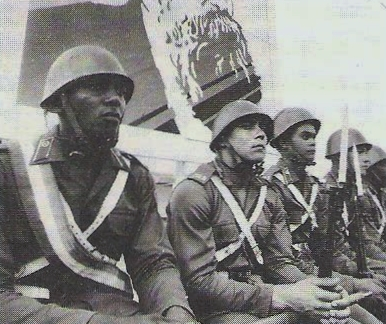
Soldados cubanos

Cuba desde agosto envió asesores al MPLA. La invasión sudafricana significaba el sacrificio de estos asesores, algo que La Habana no estaba dispuesta a aceptar. Para evitarlo, en noviembre de 1975 Cuba comienza el envío de tropas a Angola, a pesar de la oposición de la URSS a apoyar una intervención en el conflicto. Moscú nunca estuvo interesada en Angola, y al inicio incluso se negó en apoyar con armas y transportes a los cubanos, actitud que cambió solo cuando la URSS vio que las tropas cubanas tenían éxito al ser reforzadas frente a las sudafricanas. Empezarán entonces a garantizar el transporte aéreo desde Cuba, pero no fue hasta diciembre de 1975 en que la URSS comenzó a enviar armas.
La intervención de los regímenes socialistas logró detener el avance de los prooccidentales, no solo por el número de soldados sino también por la gran cantidad de armamento desplazado. El MPLA controlaba la ciudad de Luanda y las regiones de la costa, llamadas el Lobito y el Benguela. SWAPO logró establecerse allí y comenzar sus incursiones dentro del que luego sería su país; incursiones que no pararían hasta después de firmar la paz.
Estados Unidos había apoyado inicialmente al FNLA solamente, pero no se demoró en hacerlo también con UNITA cuando se produjo la escisión. En este caso la ayuda fue mantenida hasta 1993.
Las tropas cubanas continuaron sus ofensivas arrinconando y casi destruyendo a los grupos rivales del MPLA. Este movimiento se autoproclamó partido único elevando como presidente del régimen a Agostinho Neto, logrando sumar a sus filas a 3000 rebeldes de Katanga en 1975.

## Comienza la mayor guerra del África Subsahariana

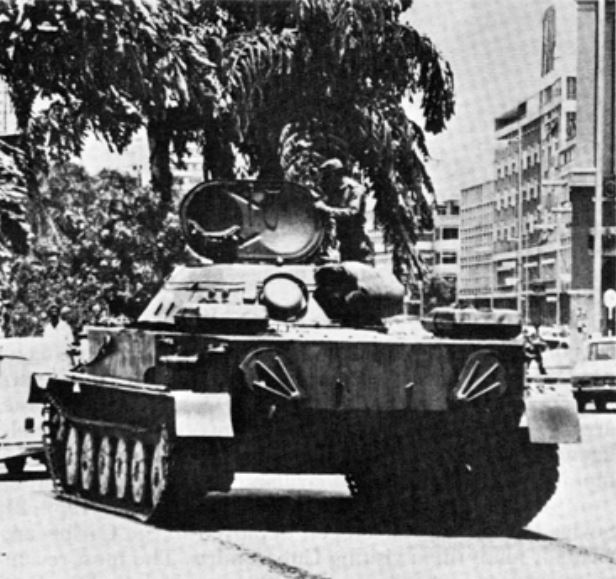
Tanque cubano PT-76 en las calles de Luanda, 1976

Las relaciones diplomáticas del Brasil fueron establecidas rápidamente con la nueva república que se instalaba. La decisión de reconocer como legítimo el gobierno de Agostinho Neto fue tomada por Geisel el 6 de noviembre de 1975, antes de la fecha oficial de la independencia de Angola.
Ya en 1976 las Naciones Unidas reconocieron el gobierno del MPLA como el representante legítimo de Angola.
Cerca de 300 000 portugueses habían abandonado el país entre 1974 y 1976, lo que agravó de forma dramática la situación económica.
En mayo de 1977, un segmento del MPLA dirigido por Nito Alves, lanzó un golpe de Estado, que fue derrotado por Agostinho Neto con la ayuda de Cuba, dando lugar a una represión sangrienta. En el final de ese año, el MPLA a través de su I Congreso, se proclamó como un partido Marxista-Leninista. Pero con la finalidad de alcanzar un modelo socialista, no un modelo comunista, como lo había exigido la "facción" de Nito Alves.
La guerra terminó en 1976. El FNLA se refugió en Zaire y la UNITA en Zambia y Namibia, con el apoyo de Sudáfrica. La UNITA contaba en ese momento con menos de 100 hombres. Más adelante, sin embargo, gracias al apoyo occidental, el partido se reagrupó, iniciando una guerra larga y devastadora contra el gobierno del MPLA. En 1978 se lleva a efecto una operación especial llamada "Ejercicio Táctico en Campaña" que consistía en combatir a la UNITA, por parte de las tropas Cubanas. Esta operación fue dirigida por el General Tomasevich, en ese año jefe de la Misión Militar Cubana en Angola (MMCA).75 En 1985 el apoyo estadounidense y sudafricano llegó a uno de sus más altos niveles al recibir Ronald Reagan a Sabimbi en la capital de Estados Unidos con honores de jefe de Estado. UNITA fue presentado como contra-marxista y prooccidental, pero también tenía raíces regionales, principalmente en la población de Ovimbundu del sur y centro de Angola.
Agostinho Neto murió en Moscú el 10 de septiembre de 1979, pasando a ser presidente del gobierno uno de sus ministros, el ingeniero José Eduardo Dos Santos. La muerte de Neto por enfermedad suscitó interrogantes pues hubo rumores acerca de que estaba buscando un acuerdo con sus adversarios para detener el conflicto.

### Contra Sudáfrica y UNITA

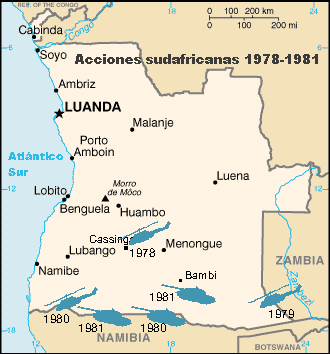
Año y tipo de incursión sudafricana.

Al principio de los años ochenta, el número de muertos y refugiados no paró de aumentar. Las infraestructuras del país fueron destruidas paulatinamente. Los ataques de Sudáfrica no pararon. En agosto de 1981, habían lanzado la operación “Smokeshell” que usaba 15 000 soldados, tanques y aviones, avanzando más de 200 kilómetros en la provincia del Cunene (sur del país). El gobierno de Sudáfrica justificó sus invasiones como intentos para destruir las bases de SWAPO en la región, el movimiento independentista de Namibia. Lo que resultaba verdad en parte, pero también formaba parte del apoyo a UNITA para crear de una “zona liberada” bajo su administración.
En 1984 fuerzas angoleñas y cubanas atacaron al FNLA, al año siguiente se lanza una gran ofensiva contra la UNITA, con 18 brigadas del ejército angoleño y cientos de T-54 dirigidas por el general cubano Ochoa, capturando Cazombo y forzando a la UNITA a retroceder, tras perder numerosos combatientes. Luego de la batalla de Cuito Cuanavale la cual desde el punto de vista militar no tuvo ganador muy claro, ambas partes se adjudicaron la victoria lo que lo llevó en diciembre de 1988 a la firma del Acuerdo Trilateral de Nueva York entre (Angola, Sudáfrica y Cuba, donde se pactó entre otros, la independencia de Namibia y la aceptación por parte de Sudáfrica a no apoyar más a la UNITA. Por su parte Angola y Cuba firman un acuerdo bilateral para la retirada de las tropas cubanas, que en ese momento contaban con 52 000 hombres.
En 1989, antes de la caída del bloque de la Unión Soviética, del régimen del apartheid en Sudáfrica y la liberación de Namibia; los acuerdos de la paz entre el UNITA y el MPLA parecían tener más éxito que los intentos anteriores. Después de todo, el aislamiento de las guerrillas era cada vez mayor.
A finales de abril de 1990, el gobierno de Angola anunció el reinicio de las conversaciones directas con el movimiento UNITA, mientras que se daba un cese al fuego. En el mes siguiente, el UNITA reconoció a José Eduardo Dos Santos como el jefe de Estado. Al final del año, el MPLA anunció la introducción de reformas democráticas en el país. El 11 de mayo de 1991, el gobierno publicó una ley que autorizó la creación de nuevos partidos, para poner fin al monopartidarismo, y la descentralización de parte de la administración.

### UNITA reanuda la guerra unilateralmente
En 31 de mayo de 1991, con la mediación de Portugal, Estados Unidos, la Unión Soviética y las Naciones Unidas, se firmaron los Acuerdos de Estoril. Según la opinión de Carlos Caranci parecía el final de la guerra civil y la llegada de la democracia.
Las elecciones parlamentares y presidenciales de septiembre de 1992, dieron la victoria relativa al MPLA en ambas; como en las presidenciales era exigida la mayoría absoluta en la primera vuelta, una segunda vuelta era constitucionalmente necesaria. Esta no llegó a realizarse, porque la UNITA no reconoció los resultados electorales, pese a considerarla los observadores europeos como un éxito y notablemente limpias. Entre el 30 de octubre y el 1 de noviembre, el MPLA asesinó a cientos en Luanda ya más de diez mil votantes de UNITA y FNLA en todo el país en pocos días en lo que se conoció como la masacre de Halloween. UNITA reinició inmediatamente el conflicto y lanzó una ofensiva, aunque fracasó. En el resto del país, en especial Cabinda, la cifra de mortandad alcanzó las 10 000 o 15 000. La ciudad de Kuito, también durante todo ese año, fue asediada muriendo 30 000 a 50 000 personas (de 70 000 habitantes), ganándose el apodo de la "Stalingrado africana". Esta ofensiva es considerada por muchos analistas como el inicio de la decadencia de la UNITA como fuerza de combate, hasta el mes de noviembre de ese año tan solo en la batalla calle por calle para tomar Luanda los rebeldes perdieron 15 000 hombres, incluyendo la mayoría de sus oficiales.
Por esas fechas se inició la contratación de mercenarios sudafricanos (exmiembros de las SADF), principalmente por el gobierno angoleño, en 1992 las empresas petroleras Gulf Chevron y Sonangol fueron las primeras en emplear sus servicios. Miembros de la empresa privada Executive Outcomes (EO) lanzaron ataques contra bases de la UNITA que amenazaban las instalaciones de la empresa en Soyo con apoyo de tropas angoleñas, logrando un gran éxito. Entre 1993 y 1994 tras el fracaso del proceso de paz se contrataron entre 500 a 4000 mercenarios de la EO, probablemente unos 2000, que se dedicaron a entrenar a 4000 o 5000 miembros de las fuerzas especiales angoleñas y 30 pilotos.
En 1993, una resolución del Consejo de Seguridad de las Naciones Unidas embargó las transferencias de armas y combustibles para UNITA, lo que obligaba a Savimbi a negociar un nuevo acuerdo. En enero se vivió un estallido de violencia étnica cuando de 4000 a 6000 congoleños y ovimbundus fueron asesinados en diversas ciudades del país. En febrero la UNITA asedió Huambo, ciudad ubicada en el corazón de su territorio y de importancia estratégica, matando a más de 10 000 personas, la ciudad cayó tras 55 días de asedio el 6 de marzo.
UNITA primero estableció su capital en mesetas centrales con las jefaturas en el Huambo (anteriormente llamada Lisboa Nova), en el este y el norte del diamantífero. Desde allí propuso dividir el país en dos, cosa no tan descabellada, al ser Angola un país artificial creado por el colonialismo, pero la propuesta no fue aceptada.
En noviembre de 1994, finalizaron los Acuerdos de Lusaka, Zambia, entre el UNITA y el gobierno de Angola (MPLA). UNITA utilizó el acuerdo de la paz de Lusaka para evitar más pérdidas territoriales y para fortificar sus fuerzas militares. Savimbi afirmó su descontento con las condiciones y comenzó nuevamente la guerra. La razón de esta vuelta a un conflicto que cada vez parecía más interminable, según Caranci, era la imposibilidad de Savimbi de vivir dentro de un país en paz. Se produjeron masivas deserciones y cambios de bando; mermando los efectivos de que disponía el líder guerrillero. Solo ese año 9000 de sus hombres se desmovilizaron. Ante la imposibilidad de acabar el conflicto y la creciente violencia la ONU empezó lentamente su retirada, disminuyendo progresivamente sus cascos azules en Angola, de los 7000 en 1995 pasaron a solo 4220 en 1997.
Además entre 1996 y 1997 el gobierno adquirió grandes cantidades de armamentos y de combustible para poder enfrentar una escalada militar mayor, y luego comenzó a recibir el apoyo de Occidente, con el reconocimiento de Estados Unidos incluido, que con este hecho, marcó claramente una tendencia continua en el conflicto: el constante desconocimiento internacional y la declinación en el apoyo de las acciones políticas y militares del UNITA.
Sin embargo, la intervención de Angola en la segunda guerra del Congo le concedió a Savimbi un respiro para reorganizarse. Esta reorganización dio lugar a una matanza muy cruel, como denunciaron varios testigos. Se realizaron movimientos forzosos de poblaciones, ejecuciones masivas (especialmente por UNITA), violaciones de mujeres, tanto por soldados de unidades aisladas del ejército oficialista angoleño (cosa extraña en las anteriores etapas de la guerra), como por los hombres de UNITA.
Durante cuatro años se volvió a una guerra cada vez más cruel y sanguinaria. En 1999 la ONU retiró a sus últimos cascos azules, dejando abandonado a su suerte al país africano. En 1999, el gobierno de Dos Santos lanzó una ofensiva para recuperar las zonas más productivas, y en él 2000, proclamó una amnistía para los seguidores de UNITA.
Solo en 1997 unos 15 000 rebeldes desertaron y se desmovilizaron y más de 7000 se integraron en el ejército. En 1998 11 000 soldados de la UNITA se integraron al ejército. Cerca de 11 000 niños soldado (7000 de la UNITA) dejaron su actividad bélica entre ese año y 2002.
En la capital se decía que la única solución para acabar con la guerra, era capturar o matar a Savimbi, pues el conflicto, pese a todo, parecía haber llegado a una situación de tablas. Pero el 22 de febrero de 2002 Savimbi cayó abatido en un tiroteo con las tropas gubernamentales y su cadáver fue exhibido ante los periodistas.
Menos de dos meses después, ya se entablaban conversaciones para llegar a la paz en un país minado y arrasado, pero muy rico en recursos naturales. Durante el alto el fuego de abril a diciembre de ese año, 5000 miembros de la UNITA son integrados al ejército (durante los últimos años ya 80 000 exguerrilleros habían vuelto a la vida civil).

## Conclusiones de la Guerra

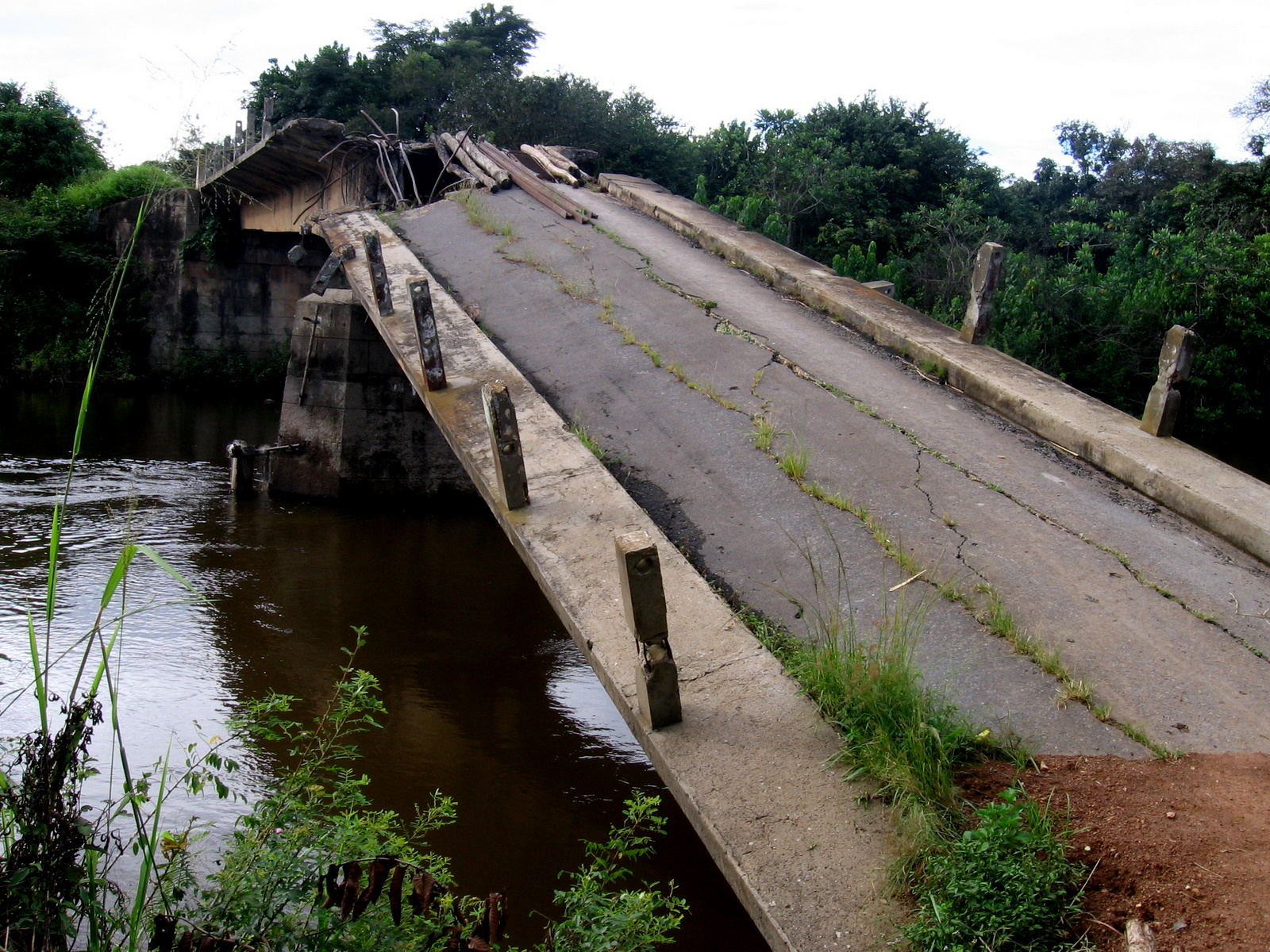
Puente destruido durante la guerra.

La desmovilización y reintegración de los excombatientes de la UNITA terminó en diciembre de 2005, cuando ya 100.000 combatientes habían sido desmovilizados, en marzo de 2007 unos 30.000 soldados del gobierno también habían sido desmovilizados. En total entre soldados y rebeldes, unos 300.000 combatientes habían sido desmovilizados desde los tratados de paz en 1991. Entre 2002 y 2006 unos 3000 niños fueron desarmados. En 2010 quedaban aún 13 000 ex-rebeldes en proceso de desmovilización y reintegración a la vida civil.
El total de miembros de la UNITA desmovilizados durante los años 1990 y 2000 alcanza los 100.000, además de 350.000 familiares de estos.
Sin embargo, la paz no llegó a Angola con la derrota de la UNITA, ya que en Cabinda aún operaba el FELC. Producto de sus acciones en 2002 había 30.000 soldados angoleños en la provincia.
Durante la prolongada lucha, ambos bandos lucharon por dominar los recursos naturales del país para financiar su lucha. El gobierno del MPLA se financiaba con los recursos proporcionados por las exportaciones de petróleo de los yacimientos de petróleo de alta mar, mientras que la UNITA lo hacía con el contrabando de diamantes, lo que provocaba que la intensidad del conflicto fluctuara en relación con los precios del petróleo y de los diamantes. Se calcula que entre 1992 y 1998 UNITA obtuvo unos ingresos de 3.720 millones de dólares sólo por la venta de diamantes. Aunque no fue el conflicto angoleño el primero en el que se traficaron diamantes de sangre, sí alcanzó niveles comparables al contrabando durante las guerras de Liberia o Sierra Leona siendo además un punto de blanqueamiento muy importante de los diamantes ilegales y de las importaciones de armas para otras latitudes de África.Uno de los factores más importantes de la derrota de la UNITA y otras guerrillas africanas fue la limitación del tráfico diamantífero producto del proceso de Kimberley.
Al finalizar la guerra se mantuvo la inestabilidad del país debido a las altas tasas de corrupción y al creciente poder de los señores de la guerra, y en la provincia de Cabinda se ha mantenido activo un conflicto debido a la insurgencia separatista, llevada a cabo por el Frente para la Liberación del Enclave de Cabinda (FLEC), y a las continuas violaciones de derechos humanos y represión del Gobierno angoleño hacia los activistas de los derechos humanos y en pro de la independencia de la región.